# 克拉斯诺达尔
克拉斯诺达尔（羅馬化：Krasnodar；發音：[krəsnɐˈdar]）是位于俄罗斯南部库班河畔的城市，也是克拉斯诺达尔边疆区的行政中心。

## 历史
克拉斯诺达尔最早是由哥萨克人修建的堡垒，用以保卫俄罗斯帝国与奥斯曼帝国争议的切尔克西亚地区，称“叶卡捷琳诺达尔”，意为“叶卡捷琳娜的礼物”，以纪念叶卡捷琳娜大帝，同时也纪念殉道者，主保学问的圣人亚历山大的加大肋纳。
在19世纪的前半叶，叶卡捷琳诺达尔逐渐成为库班哥萨克人的中心。到1888年，人口已达45,000人并成为南俄罗斯最为重要的贸易中心。1897年，为纪念库班哥萨克人定居200年，在叶卡捷琳诺达尔修建了一座方尖石塔。在俄国内战期间，叶卡捷琳诺达尔在苏联红军与俄罗斯解放军之间几易其手，库班哥萨克人则效忠于反布尔什维克的白军。十月革命后，改称今名“克拉斯诺达尔”，意为“红色的礼物”（俄語：“红色的”，俄語：“礼物”）。
在苏德战争期间，克拉斯诺达尔于1942年8月12日至1943年2月12日被纳粹德国占领。战争中，城市受到了持续的严重破坏，不过战后都得以重建。

## 外部链接

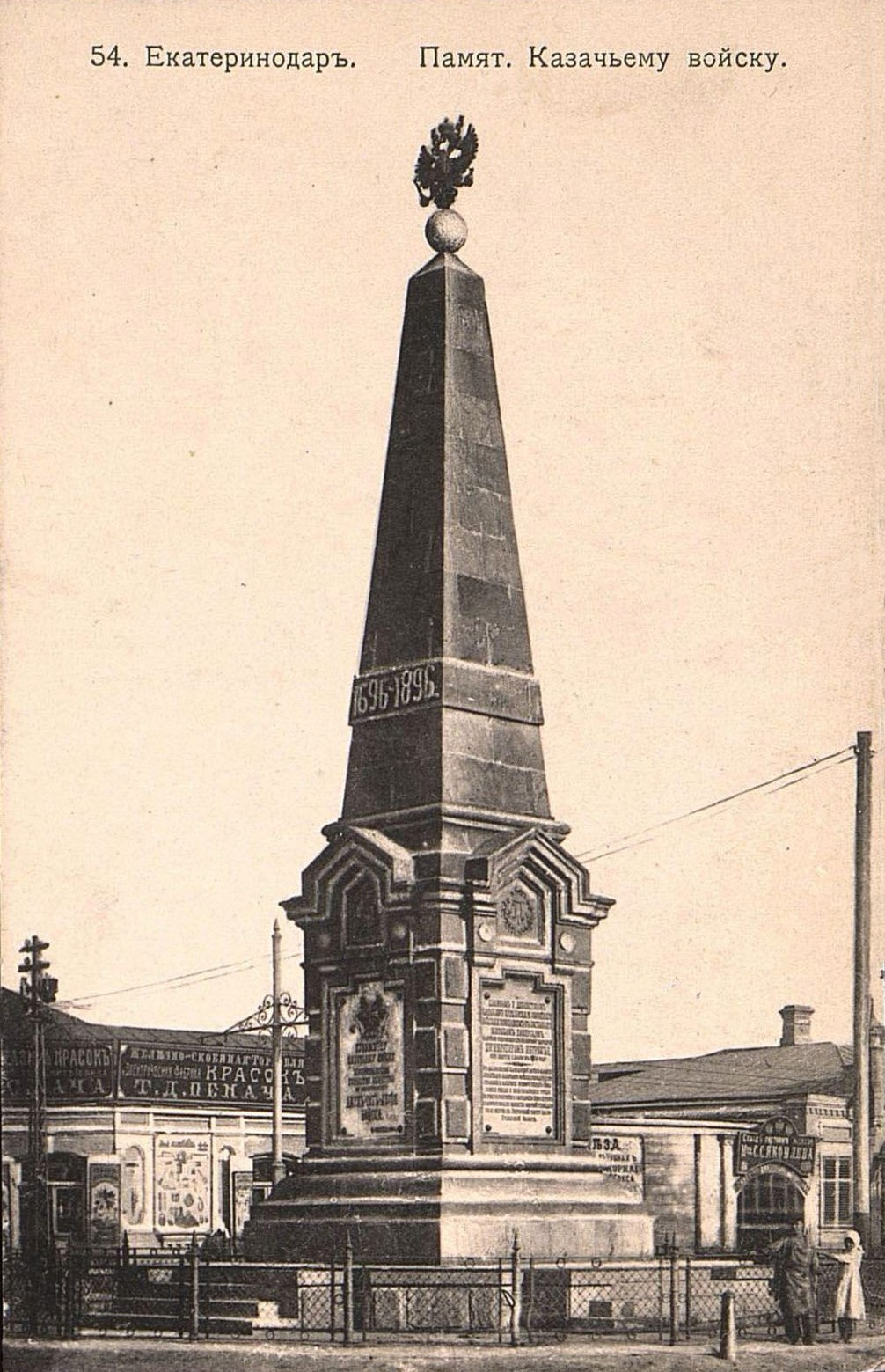
19世纪克拉斯诺达尔的库班哥萨克方尖石塔

## 名人
- 安娜·奈瑞贝科：歌剧演员
- 谢尔盖·蒂维亚科夫：国际象棋大师